# 卡尔古普尔
卡尔古普尔（Khargupur），是印度北方邦Gonda县的一个城镇。总人口8905（2001年）。

## 人口
该地2001年总人口8905人，其中男性4756人，女性4149人；0—6岁人口1455人，其中男717人，女738人；识字率47.69%，其中男性为56.92%，女性为37.12%。